# Balustrade

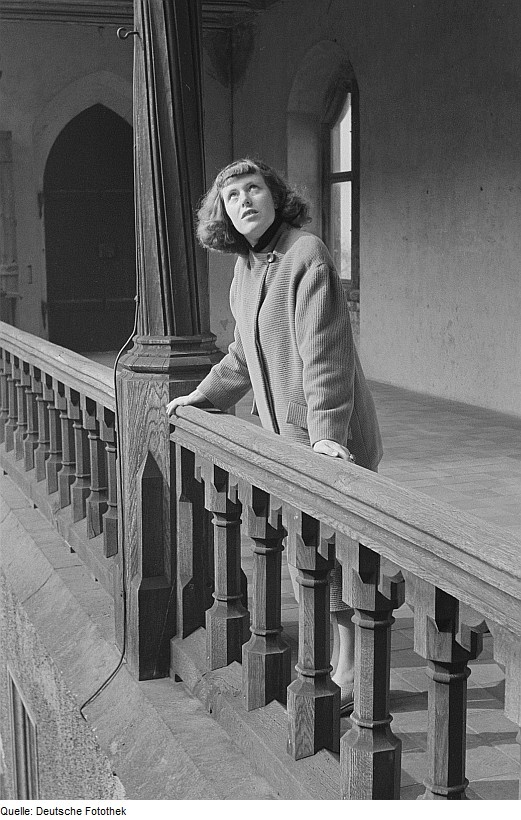
Houten balustrade Albrechtsburg

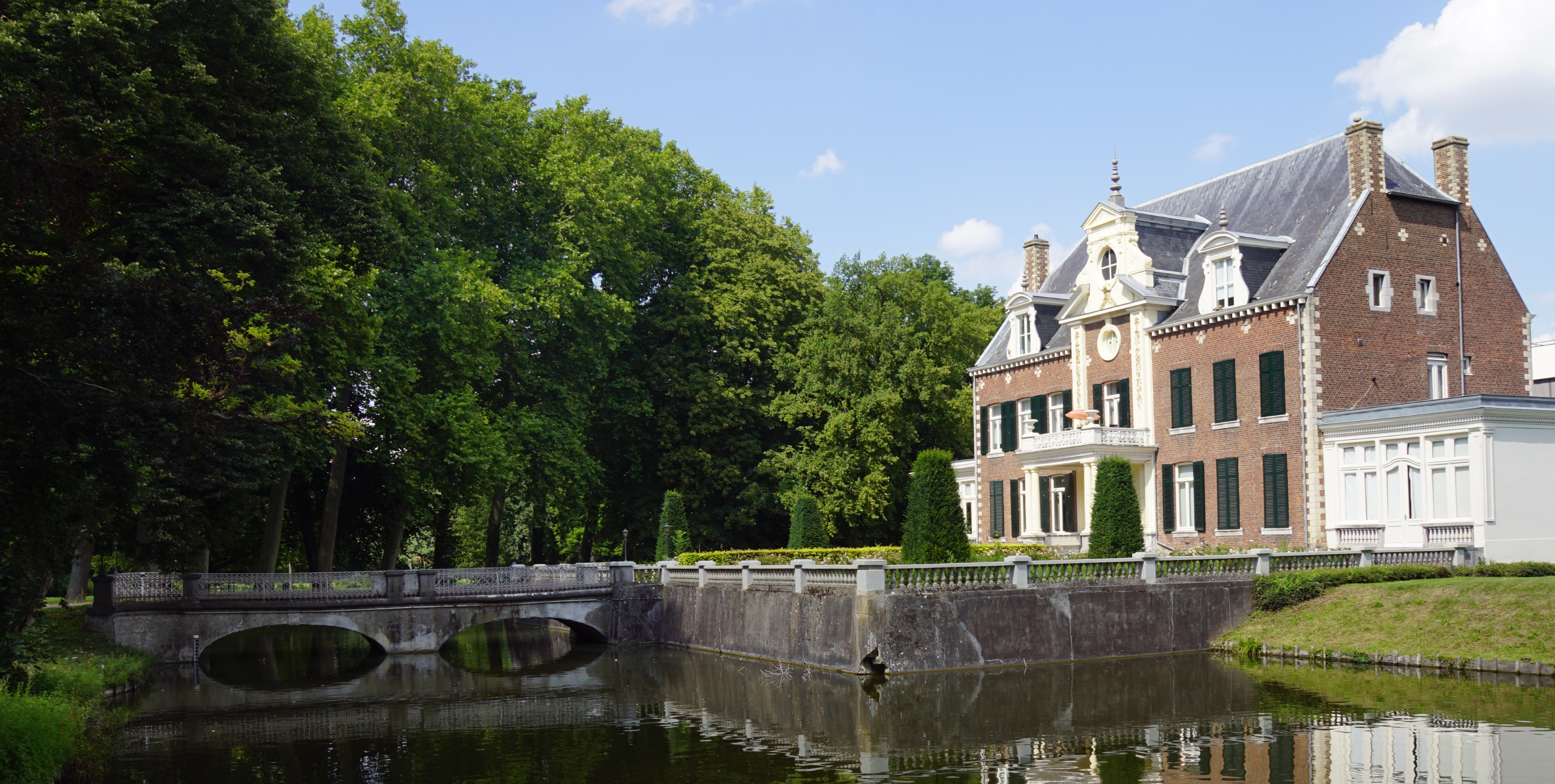
Huis Severen in Amby met hardstenen balustrades (terras en serres), en gietijzeren balustrades (balkon en brug)

Een balustrade is een laag hek of muurtje (ongeveer ter hoogte van het middel van een volwassene) dat bij een hoogteverschil mensen die zich aan de hoge zijde bevinden, beveiligt tegen vallen van bijvoorbeeld een balkon, galerij, trap, bordes of brug, of in een ravijn. Van oorsprong is een balustrade opgebouwd uit balusters. Een moderne balustrade met spijlen noemt men, net als op een schip, vaak een reling (van het Engelse railing). Een massieve balustrade heet borstwering.
Aan de bovenkant zit vaak een balk die als leuning dienstdoet; deze komt extra van pas bij een trap om het lopen te vergemakkelijken (een trapleuning, vaak zodanig dat men niet alleen kan leunen maar zich er ook aan vast kan houden) en ook bij een brug (een brugleuning, hier geldt hetzelfde als de brug steil is en als het er hard kan waaien), en bij het comfortabel staan om van het uitzicht te genieten. De ruimte onder de leuning is bij voorkeur zo gemaakt dat mensen (ook kinderen) er niet tussendoor kunnen vallen; deze ruimte kan helemaal afgesloten zijn (soms doorzichtig, met glas of plastic), maar er kan ook een rasterwerk zijn, verticale spijlen, of spijlen evenwijdig aan de bovenrand (horizontaal, of bij een trap schuin). De openingen moeten zo smal zijn dat een kind niet met het hoofd klem kan komen te zitten.
Bij een raam dat open kan fungeert meestal het muurtje eronder als balustrade, maar als dit erg laag is, is er soms een aparte balustrade op de normale hoogte (aan de buitenzijde als het raam naar binnen open gaat, of aan de binnenzijde als het raam naar buiten open gaat). Bij een Frans balkon zit de balustrade aan de buitenzijde en gaan de deuren naar binnen open.
Het Nederlandse Bouwbesluit bepaalt dat een te bouwen bouwwerk voorzieningen bevat waardoor het vallen van een vloer, een trap en een hellingbaan zo veel mogelijk wordt voorkomen. Een balustrade valt onder het begrip 'vloerafscheiding'. Hiervoor zijn bepaalde afmetingen voorgeschreven. Een vloerafscheiding moet bij nieuwbouw onder andere:
- aanwezig zijn als het vloerhoogteverschil meer is dan 1 m
- ten minste 1 m hoog zijn
- niet meer dan 5 cm boven de vloer beginnen
- geen opstap of overklautermogelijkheid hebben tussen 20 cm en 70 cm boven de vloer
- de ruimte tussen de spijlen mag niet meer zijn dan 10 cm

Voor bestaande bouw gelden andere (veelal lagere) eisen, uit het bouwbesluit, namelijk de eisen bestaande bouw (rechtmatig verkregen niveau).

## Trivia
- Volgens Deuteronomium 22:8 is een balustrade langs de rand van het (platte) dak verplicht.